# 3681-es busz
A 3681-es jelzésű autóbuszvonal helyközi autóbuszjárat Gyöngyös és Gyöngyösoroszi között, melyet a Volánbusz Zrt. üzemeltet.

## Közlekedése
A járat Gyöngyöst és Gyöngyösoroszit köti össze. Útvonalának hossza 12,7 km, a menetidő 24-25 perc. Gyöngyösorosziban a járatok egy része a köztemetőnél, másik része Károlytárón fordul meg.

## Megállóhelyei
| 0  | Gyöngyös, autóbusz-állomás végállomás | 10 | 1A 411, 413, 415 1040, 1044, 1045, 1046, 1049, 1050, 1054, 1066, 1068, 1069, 1301, 1305, 1308, 1348, 1402, 1427, 1469, 1515 3445, 3448, 3471, 3492, 3602, 3604, 3610, 3612, 3650, 3651, 3652, 3655, 3656, 3660, 3661, 3662, 3663, 3664, 3665, 3666, 3670, 3671, 3673, 3675, 3676, 3677, 3678, 3680, 3685, 3688, 3691, 3693, 3694, 3696, 3697, 3698, 3699, 4602, 4653 |
| 1  | Gyöngyös, Szent Bertalan templom      | 9  | 1, 1A 1305, 1308 3603, 3608, 3610, 3650, 3652, 3661, 3677, 3678, 3680, 3691, 3694, 3697, 3698, 3699 |
| 2  | Gyöngyös, gyöngyösoroszi elágazás     | 8  | 1305, 1308 3603, 3608, 3610, 3677, 3678, 3680, 3698 |
| 3  | Gyöngyösoroszi, Veres kút             | 7  | |
| 4  | Gyöngyösoroszi, községháza            | 6  | |
| 5  | Gyöngyösoroszi, ÁFÉSZ                 | 5  | |
| 6  | Gyöngyösoroszi, köztemető végállomás  | 4  | |
| 7  | Gyöngyösoroszi, Ércelő bejárati út    | 3  | |
| 8  | Gyöngyösoroszi, Vízgyűjtő             | 2  | |
| 9  | Gyöngyösoroszi, Ércbánya              | 1  | |
| 10 | Gyöngyösoroszi, Károlytáró végállomás | 0  | |